# Abdul Rahim
Abdul Rahim, född 11 februari 1913, var en afghansk friidrottare (kulstötare). Han deltog vid olympiska sommarspelen 1936.